# 燃烧吧!! 小露宝
『燃燒吧!! 小露寶』（燃えろ!!ロボコン）是1999年1月31日 - 2000年1月23日在朝日电视台系列放送的特摄电视节目。

## 人物
- 小露寶(ロボコン)

配音：(日本) 伊倉一惠
- 羅比娜(ロビーナ)

配音：(日本) 加藤夏希

## 演员
未唯
奈良沙緒理
三嶋啓介
小池城太朗
加藤夏希
渡边一惠

## 介绍
來自机器人學校的小露宝，为了學習跟人類融洽相處来到栗原一家。但因为他誤認坦誠相對為肉帛相見所以要和他們一起洗澡，栗原一家就被吓的要开车逃跑。